# Pagan metal
Pagan metal – początkowo jeden z nurtów black metalu, przy czym głównym wyróżnikiem, na podstawie którego dany zespół może być do niego zakwalifikowany, nie jest muzyka, ale teksty. Dotyczą one głównie wierzeń dawnych plemion pogańskich, ich wielkości, sławy, dumy, pojawiają się w nich wzmianki o pogańskich bóstwach, wojnach, przyrodzie itp. Gloryfikowana jest przy tym pogańska przeszłość poszczególnych narodów. Styl szybko rozwinął się, wykraczając poza klasyczny nurt black metalu.
Członkowie zespołów paganmetalowych zazwyczaj są zaangażowani w ruch neopogański, honorują dawnych bogów i są w swej wymowie zdecydowanie antychrześcijańscy. Wynika to z ich przekonania, iż chrześcijaństwo zniszczyło dawne wierzenia, zacierając także pierwotny związek człowieka z przyrodą. Na koncertach paganmetalowych muzycy często przebierają się za dawnych wojów i używają różnych akcesoriów w rodzaju mieczy czy toporów. Niektóre zespoły czysto blackmetalowe czasem również zamieszczają w swoich tekstach elementy pogańskie – np. Mayhem – w płycie De Mysteriis Dom Sathanas.
Określenie „pagan metal” jest dość ogólnikowe i często występuje jako synonim black metalu. W jego granicach rozwinęło się kilka podgatunków i pochodnych gatunków, reprezentujących, a częstokroć także wskrzeszających rozmaite lokalne tradycje pogańskie.